# Neofit Rilski, Varna
Neofit Rilski (în bulgară Неофит Рилски) este un sat în comuna Vetrino, regiunea Varna,  Bulgaria. 

## Demografie
Componența etnică a satului Neofit Rilski
     Bulgari (92,61%)
     Nicio identificare (6,11%)
     Altele (1,27%)
La recensământul din 2011, populația satului Neofit Rilski era de 785 locuitori. Din punct de vedere etnic, majoritatea locuitorilor (92,61%) erau bulgari. Pentru 6,11% din locuitori nu este cunoscută apartenența etnică.